# Volcan de la Corona
Le volcan de la Corona, ou Montaña Corona, est un volcan du centre de l'île de Lanzarote dans les îles Canaries. Culminant à 609 m d'altitude, il est situé sur la commune de Haría et domine un vaste champ de lave, le Malpaís de la Corona.

## Géologie
Le volcan de la Corona, est entré en éruption il y a 21 600 ans. La cascade de lave en direction des falaises de Famara, faisait plus de 400 m de hauteur.
En direction de l'est, la lave s'est écoulée sur plus de 2,5 km au-delà de l'ancienne côte, formant ainsi un champ de lave appelé Malpaís de La Corona, sur une surface de 18 km2. Les derniers épanchements de lave datant de 3 000 ans.
Les écoulements de lave ont formé des tunnels de lave dont le plus grand, long de 8 km, appelé tunnel de l'Atlantide, a donné lieu à des curiosités naturelles aménagées pour le tourisme : Cueva de los Verdes et Jameos del Agua.

### Malpaís de La Corona

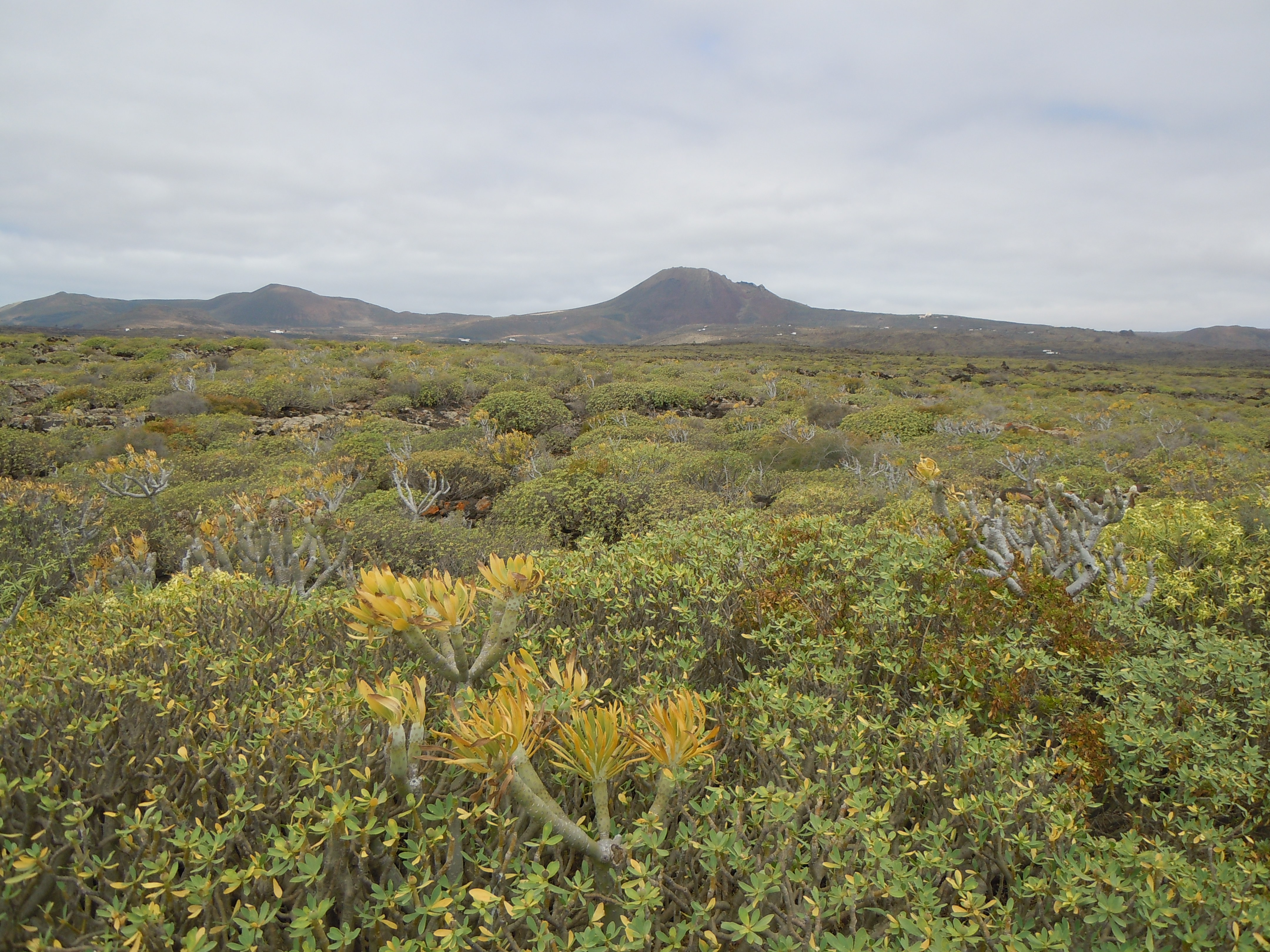
Paysage du malpais avec dans le fond le Monte Corona.

Les champs de lave de l'est du volcan jusqu'à l'océan constituent un inaccessible espace naturel de rochers recouverts d'un maquis de végétation endémique à Lanzarote, dominé par Kleinia neriifolia, Euphorbia regis-jubae et Euphorbia balsamifera.
Le site est classé Monument naturel.